# Октябрьское Поле (местность)
Октя́брьское По́ле (до 1922 года — Вое́нное по́ле) — местность на северо-западе Москвы в западной части бывшего Ходынского поля. Располагалось к западу от Московской окружной железной дороги до сел Хорошёво и Щукино. Согласно энциклопедии «Москва», сейчас границами этой местности являются проспект Маршала Жукова, улицы Живописная и Авиационная и линия Окружной железной дороги. 

## История
Военным полем именовалась западная часть Ходынского поля. В XIX — начале XX веков оно использовалось для учений армейских частей, расположенных в Ходынских военных лагерях. На поле располагались пушечные мишени, артиллерийские склады и учебные укрепления. В 1921 году, в ознаменование 4-й годовщины Октябрьской революции, располагавшиеся в юго-восточной части Ходынского поля Николаевские казармы были переименованы в Октябрьские, так как в них размещалась 1-я запасная артиллерийская бригада, принимавшая активное участие в Октябрьском вооружённом восстании. Одновременно Ходынское поле было переименовано в Октябрьское. В дальнейшем под названием Октябрьское поле стали понимать только бывшее Военное поле. В 1937 году эта местность вошла в состав Москвы.
С 1946 года местность начинают активно застраивать. Изначально застройкой руководил Д. Н. Чечулин. Территория была распланирована на кварталы. В 1950 году были созданы 1 — 10-я улицы Октябрьского поля. Наиболее протяжённые из них, 5-я и 6-я улицы, сходились на будущей площади Академика Курчатова.
Изначально район застраивался каменными 2-3-этажными домами, в дальнейшем этажность повышалась. По непроверенным данным, первоначально стройка велась силами немецких военнопленных. В год празднования 20-летия победы в Великой Отечественной войне исполком Моссовета постановил переименовать ряд улиц Москвы в честь героев войны. Так 5-я и 6-я улицы Октябрьского поля были названы именами соответственно Маршала Рыбалко и Маршала Бирюзова. В последующее десятилетие остальные улицы Октябрьского поля также были переименованы в честь героев войны. 1-я же улица получила название Народного Ополчения. Она изначально проектировалась как часть Паркового кольца Москвы.
В 1972 году в районе была открыта одноимённая станция метро. В 2021 году в районе появилась улица Военное Поле с целью сохранения исторического топонима.

## Улицы Октябрьского Поля
- 1-я улица Октябрьского Поля стала северной частью улицы Народного Ополчения (1964)
- 2-я улица Октябрьского Поля — Маршала Советского Союза Героя Советского Союза Василия Соколовского (1965)
- 3-я улица Октябрьского Поля — Маршала Советского Союза дважды Героя Советского Союза Ивана Конева (1973),
- 4-я улица Октябрьского Поля — учёного-радиотехника академика Героя Социалистического Труда Александра Расплетина (1967),
- 5-я улица Октябрьского Поля (западная часть) — Маршала Советского Союза дважды Героя Советского Союза Александра Василевского (1978),
- 5-я улица Октябрьского Поля (восточная часть) — Маршала бронетанковых войск дважды Героя Советского Союза Павла Рыбалко (1965),
- 6-я улица Октябрьского Поля — Маршала Советского Союза Героя Советского Союза Сергея Бирюзова (1965),
- 7-я улица Октябрьского Поля (западная часть) — Маршала Советского Союза Героя Советского Союза Кирилла Мерецкова (1975),
- 7-я улица Октябрьского Поля (восточная часть) — Маршала Советского Союза дважды Героя Советского Союза Родиона Малиновского (1975),
- 8-я улица Октябрьского Поля — санитарного инструктора Героя Советского Союза Ирины Левченко (1972),
- 9-я улица Октябрьского Поля — Главного маршала авиации Героя Советского Союза Константина Вершинина (1974),
- 10-я улица Октябрьского Поля — первого советского коменданта Берлина Героя Советского Союза Николая Берзарина (1968).